# Aleksander Wolter
Aleksander Wolter (3 de Agosto de 1905, Lviv - 11 de Junho de 1967, Lublin) foi um advogado, jurista, e juiz da Suprema Corte da Polônia. É considerado um dos principais responsáveis pela codificação do direito civil e do direito de família na Polônia. 

## Biografia
Aleksander Wolter, nasceu em Lviv em 1905, filho de Władysław Wolter, juiz da Suprema Corte de Viena e Presidente do Tribunal de segunda instância de Cracóvia. Foi o irmão mais novo do também advogado e professor de direito Władysław Wolter, homônimo de seu pai. 
Formou-se em direito em 1927, na Universidade Jagellonica de Cracóvia, e posteriormente obteve seu doutorado sob a supervisão do professor Ralf Taubenschlag. De 1932 a 1939, foi juiz da Corte de Apelação em Cracóvia antes de ser nomeado à Suprema Corte da Polônia em 1948, posto que ocuparia até 1951.
Em 1945, foi nomeado membro da Comissão de Codificação do Código Civil e do Código de Família, onde se destacou como um dos indivíduos mais influentes daquele grupo.

## Direito Civil: Parte Geral
Em 1953, escreveu uma de suas obras mais destacadas, Direito Civil: Parte Geral. Segundo o professor e desembargador federal André R.C. Fontes, “o trabalho de Wolter é fruto da generalização típica, mas não exclusiva da legislação socialista. A premissa básica é, o princípio da unitariedade do direito civil regula não somente as relações entre as pessoas físicas e entre pessoas físicas e entes da economia socializada, mas também as relações entre os entes de economia socializada, ou seja, o que é interno do setor socializado. As normas que não indicam a quem se referem devem ser aplicada em geral a todos os sujeitos das relações de direito civil, assim como aos entes da economia socializada…”.
Fundou e foi o primeiro reitor da Faculdade de Direito da Universidade Marie Curie Sklodowska em Lublin em 1949, no mesmo ano em que começou a dar aulas. A sala de reunião do conselho da faculdade recebeu seu nome em sua homenagem. 

## Honras
- A Cruz Dos Oficiais Da Ordem Do Renascimento Da Polônia (1947)[4]